# Фридлант
Фридлант, Фридлант в Чехії (нім. Friedland) — місто на півночі Чехії в Ліберецькому окрузі Ліберецького краю. Розташоване на височині, що межує з Їзерськими горами. Через місто протікає річка Смеда. 
Населення — приблизно 7 500 чоловік.

## Історія
Вважається, що замок Фридлант був побудований у 40-х роках XIII століття, щоб захистити країну від очікуваного вторгнення татар. У 1278 безпосередньо під замком на березі річки Смеда біля броду було поселення з невеликим костелом та ринком. 
Під час німецької колонізації за володарювання Біберштейнів поселення було розширене та підвищене до статусу міста. Воно було захищене стіною, ровом та частоколом, а вхід забезпечувала пара воріт: перші вели до броду, а другі — до замоку. В цей час, на протилежному березі Смеди також виникло поселення Вєтров. За даними земельної книги 1552 у місті та передмістях було 234 будинки і там працювали ремісники (ткачі, кравці, м'ясники та ін.) 
За правління Біберштейнів місто пережило кілька пожеж, а в 1428—1433 — декілька набігів гуситів. У 1551 Фридлант знову потрапив до королівських володінь, а згодом місто викупив рід Редернів. Міщанам було підтверджено міські привілеї. В цей час була побудована нова ратуша, оздоблена гербами Редернів та Шліків, почалось мощення вулиць бруківкою. Наприкінці XVI століття біля старого замку Редерни збудували новий ренесансний замок, прикрашений зграфіто та нову замкову каплицю, присвячену Святій Анні.
Після битви на Білій горі 1620,  Криштоф Редернський змушений був втікати з маєтку, а Фридлант перейшов у руки Альбрехта Валленштейна.
Фердинанд II надав Альбрехту маєтки Фридлант та Ліберець у феод, а Валленштейн через рік заплатив за ці області 150 тис. златих. Альбрехт не підтвердив пивоварне право міста і заборонив протестантську віру.  Проте у цей період розвивалась економіка міста, наприклад  виробництво пороху (на потреби війни) та паперу. Регіон також був позбавлений труднощів війни протягом 1620-х, за що отримав назву "щаслива земля" (terra felix). 
Місто було пограбоване 1629 хорватськими воїнами. У 1631 відбулось вторгнення саксів, під час якого Криштоф з Редерну захотів повернутись до свого маєтку. Однак вторгнення було невдалим. 
У 1634 маєток придбала родина Галлас. В той час саме вирувала тридцятилітня війна і місто по черзі окупували різні сторони конфлікту. Загалом, десять разів владу переймали то шведи, то імператорські війська, потім місто згоріло і 1639 шведи зайняли замок. Під час їх окупації, на початку 1640, Криштоф Редернський навіть повернувся до замку і був оголошений власником маєтків Фридлант, Ліберець та Завідув. Проте у березні 1640 імперські війська знову зайняли Фридлант і Криштофу довелося (назавжди) залишити свої маєтки.
Після Ґалласів володарями навколишніх маєтків стали Клам-Ґалласи і правили тут до ХХ століття. Під час їх правління Фридлант зазнав труднощів Семирічної війни. В 1813 його захопила армія Наполеона.
Впродовж століть Фридлант був економічно важливішим від сусіднього Ліберця. Але це змінилося у ХІХ столітті з розвитком текстильної промисловості, який активніше проходив саме у Ліберці. 
У серпні 2010 місто постраждало від повені, коли розлилася річка Смеда. Ще перед цим, у квітні того ж року в місті розпочалася реконструкція площі Т. Г. Масарика під керівництвом архітекторів Владіміра Балди та Їржі Янурека. Роботи закінчили до вересня 2011. Реконструкцію високо оцінили архітектор Адам Гебріан і Центр чеської архітектури. За цю роботу обидва архітектори посіли перше місце на конкурсі Think Arch.

## Відомі люди
- Ладіслав Шмід — чеський хокеїст.

## Міста-партнери
Мерошув, Польща

 Фридлант над Остравіці, Чехія

## Галерея

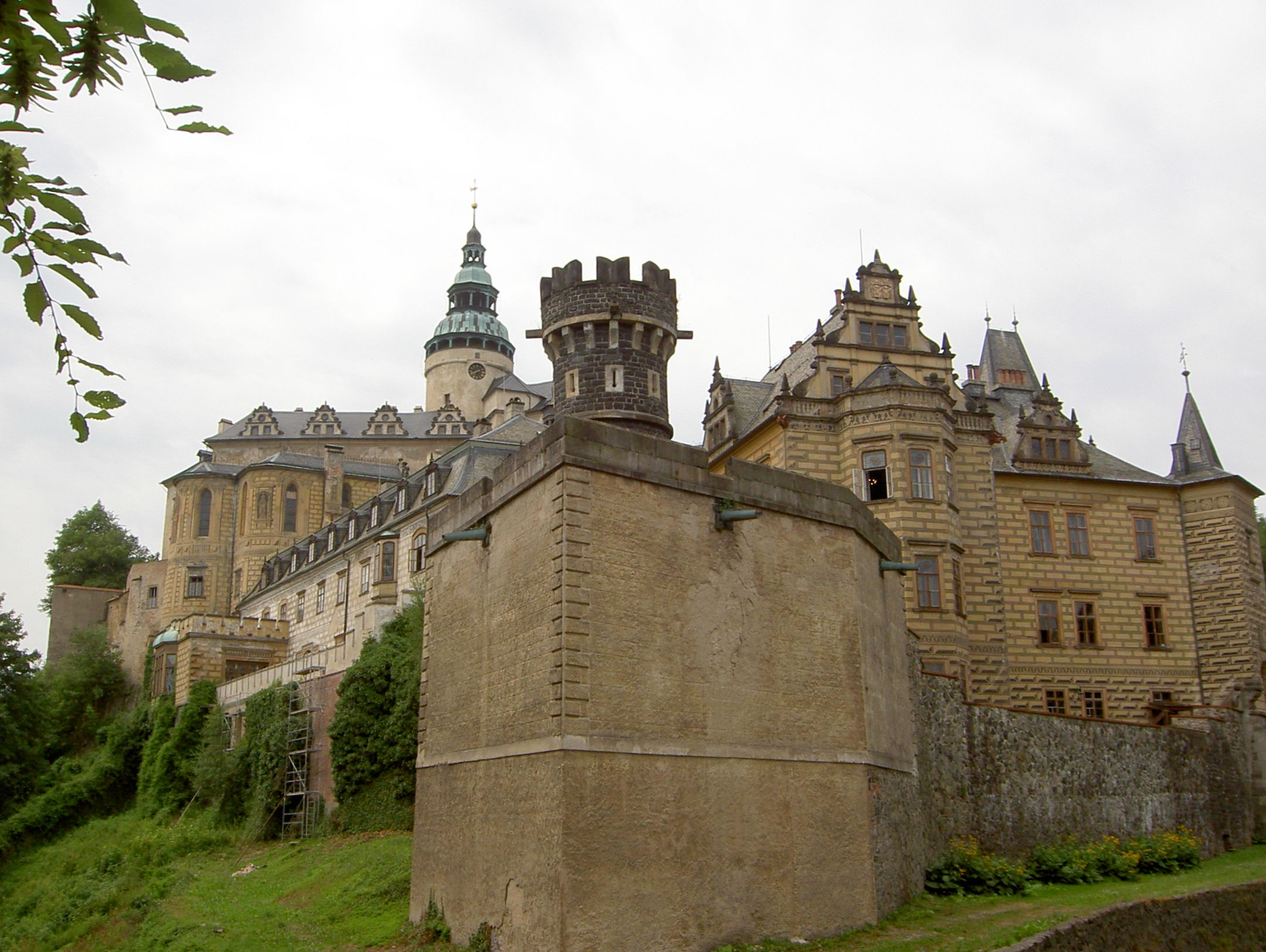
Замок XIII століття
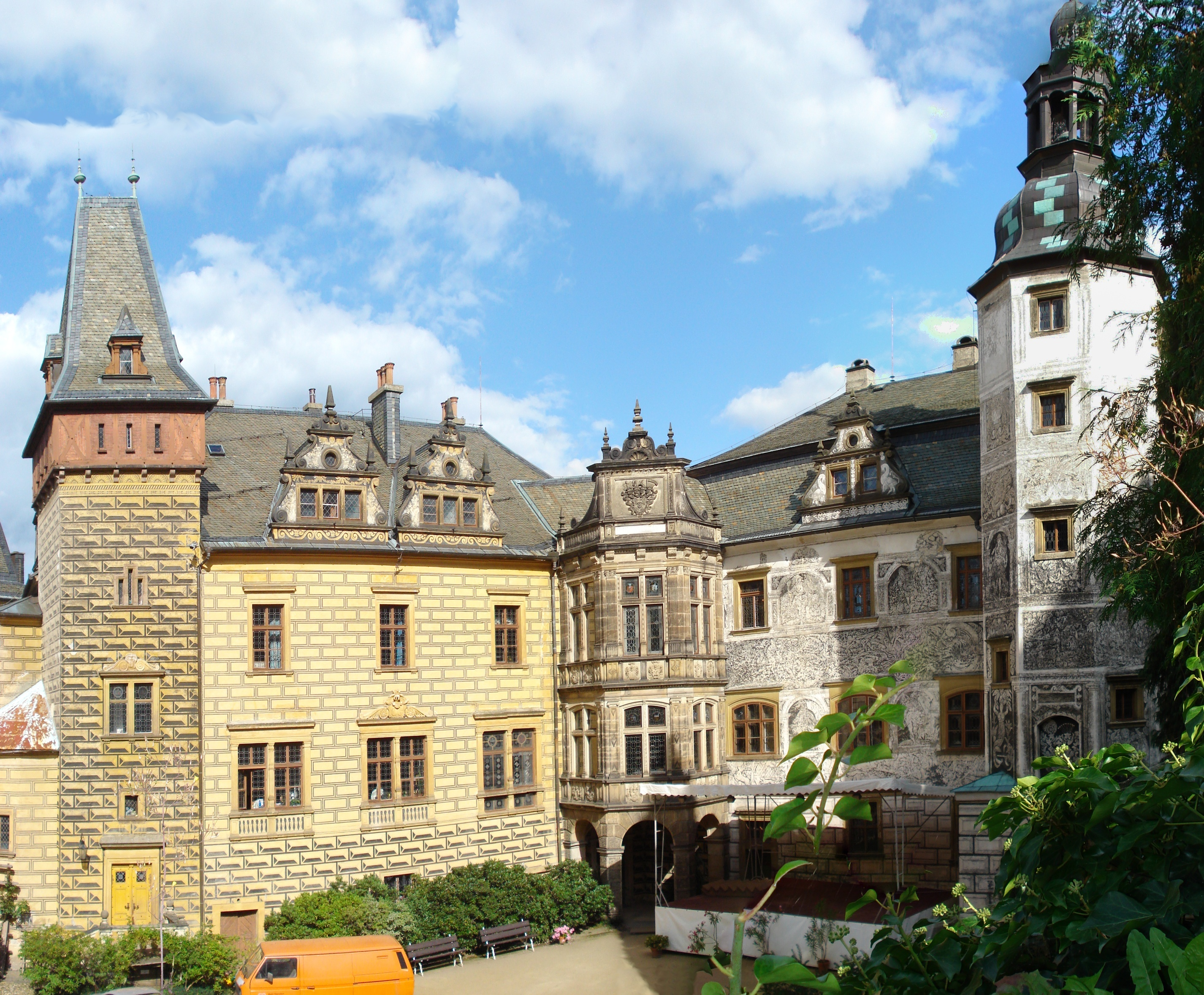
Подвір'я замку
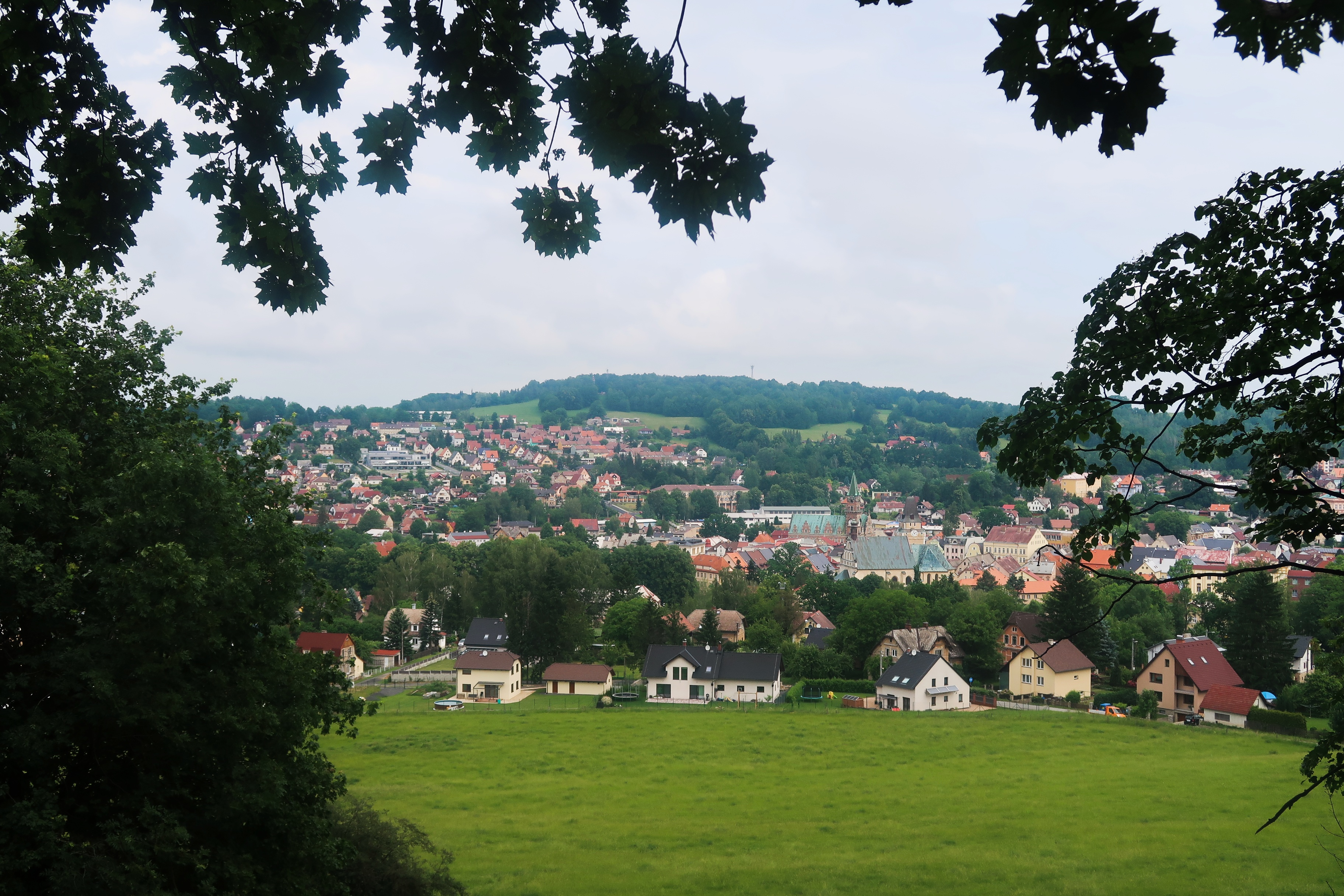
Панорама міста з Крижового пагорба
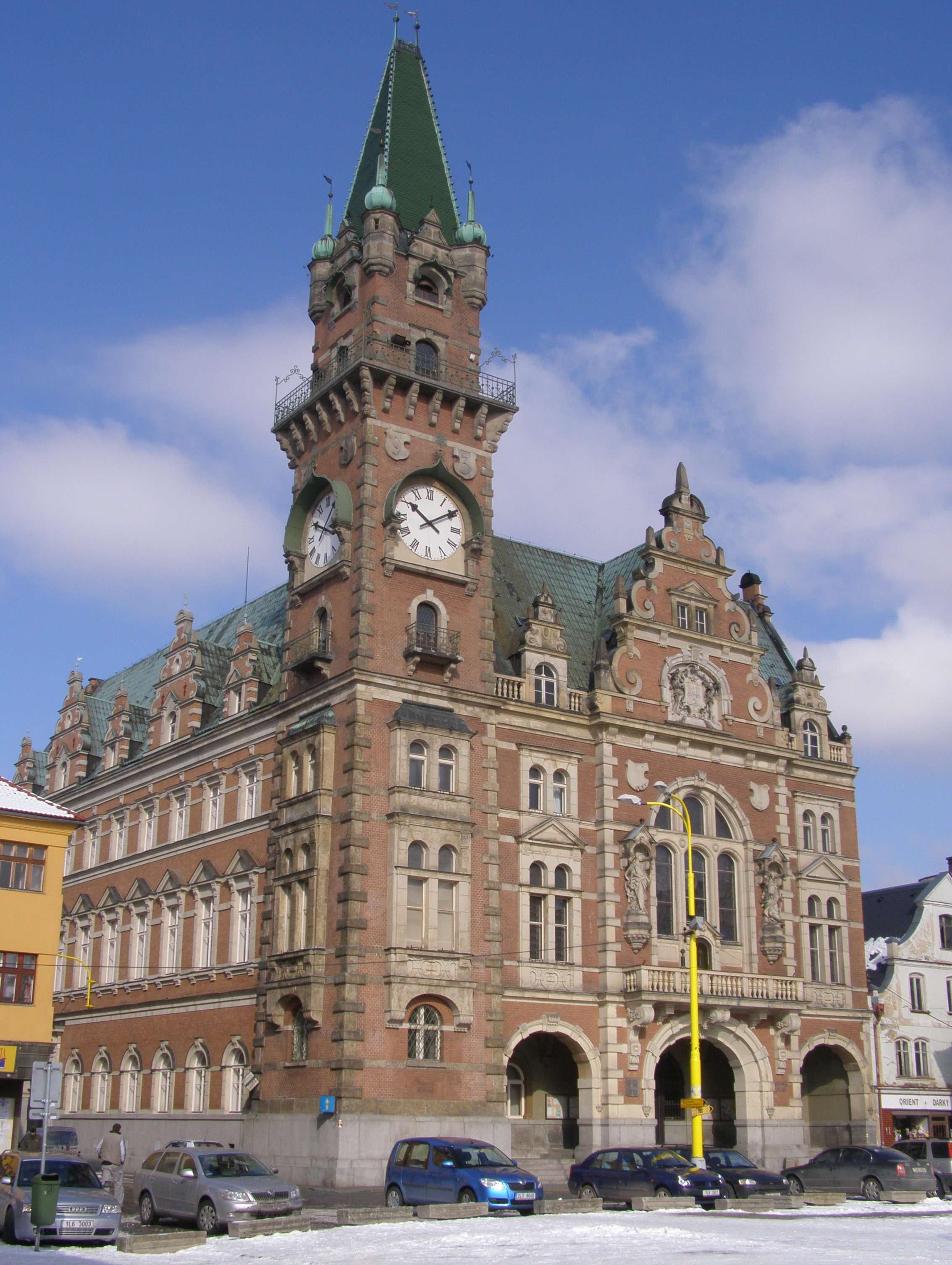
Ратуша (1896)
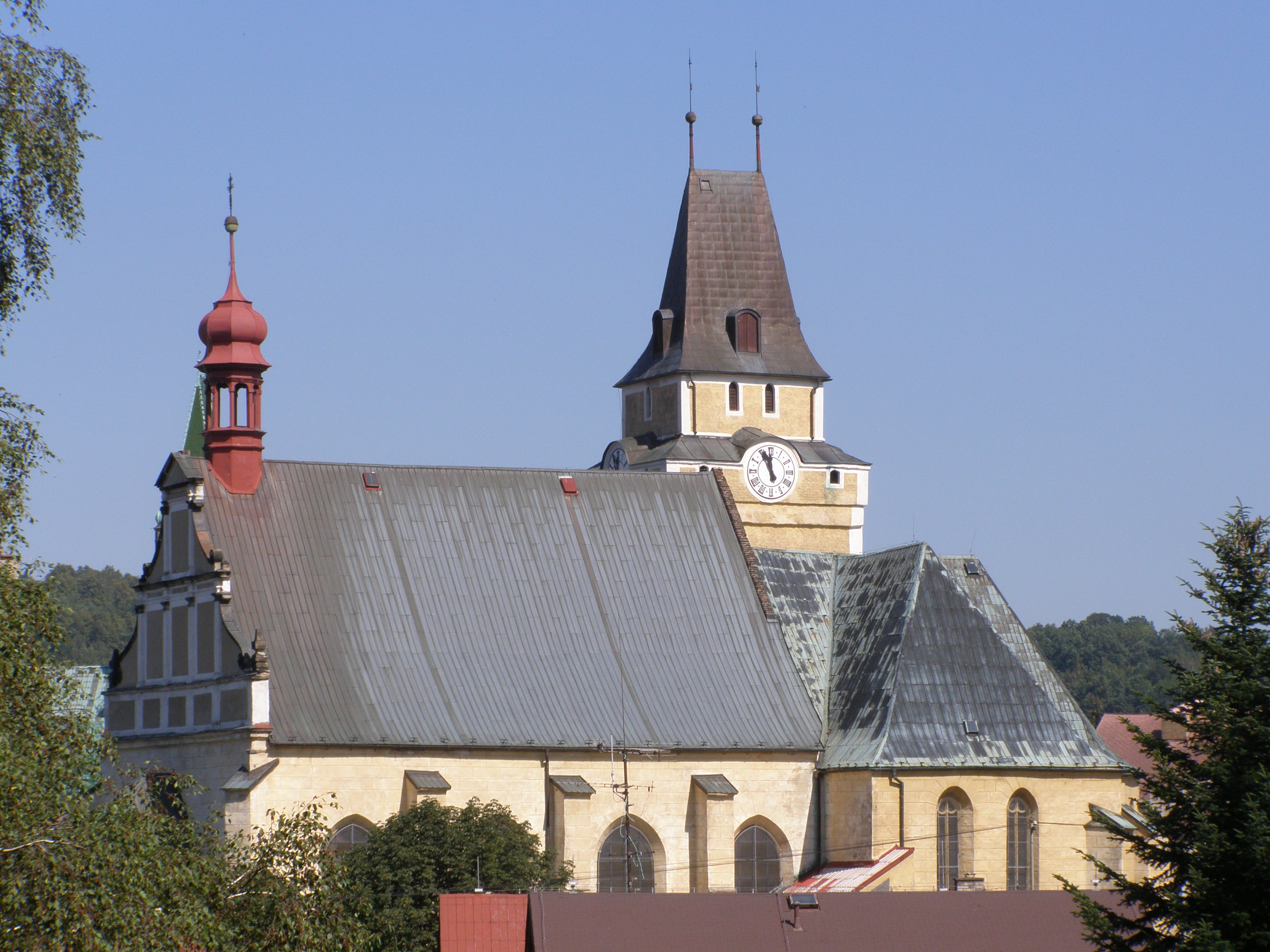
Костел Воздвиження Чесного Хреста XVI ст.
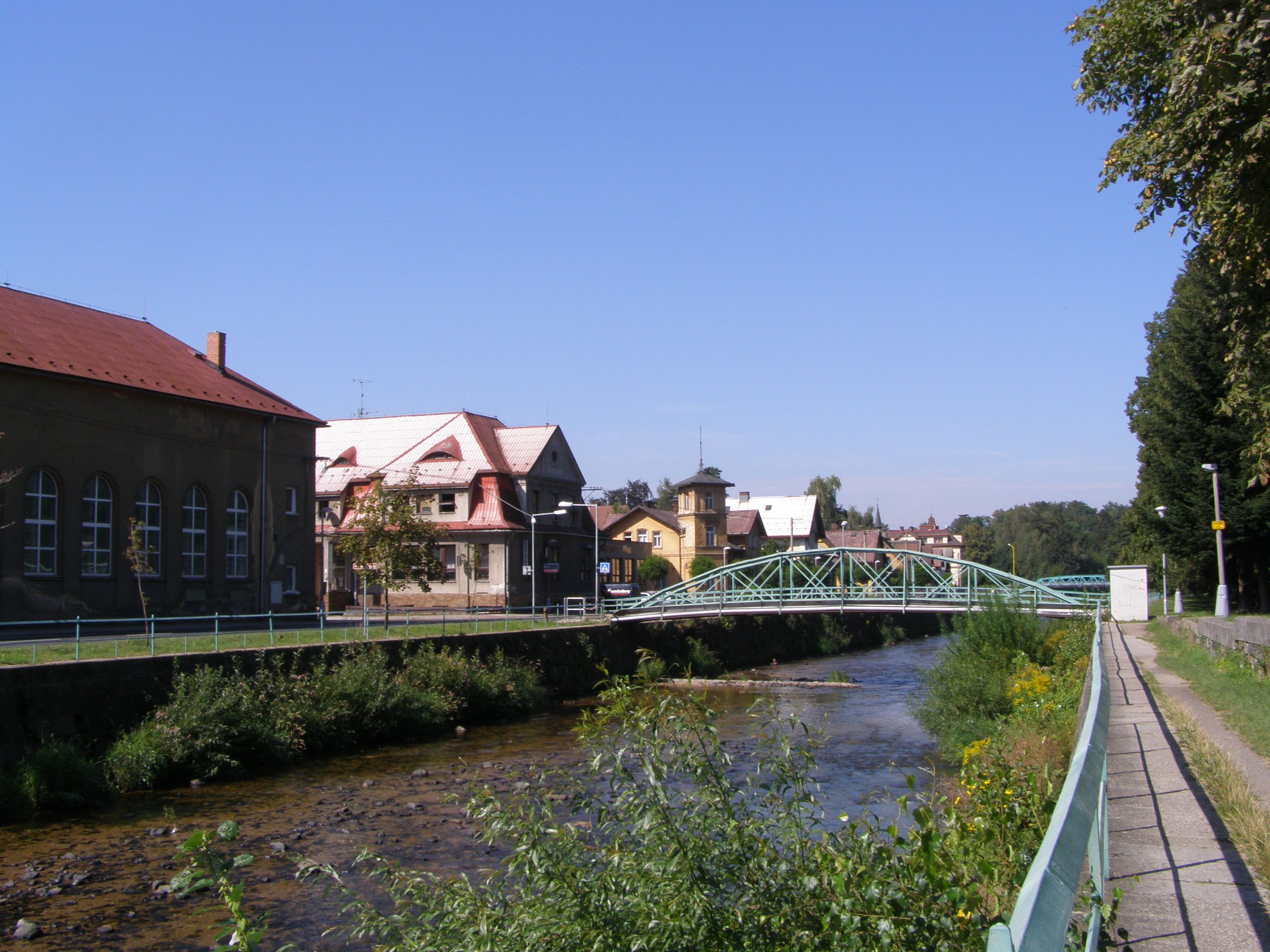
Місток над річкою Смеда (зруйнований повінню в 2010)
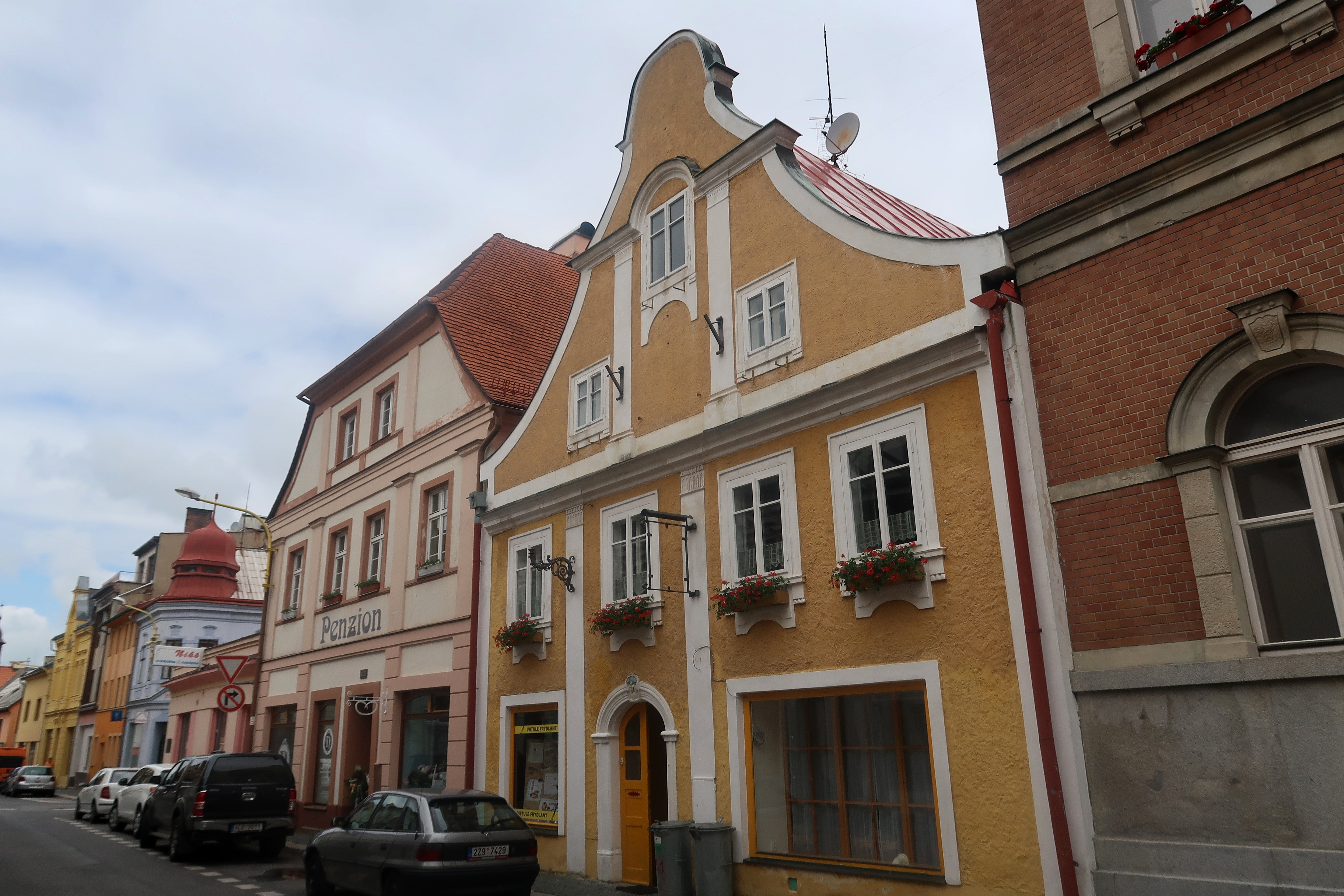
Вулиця Миру
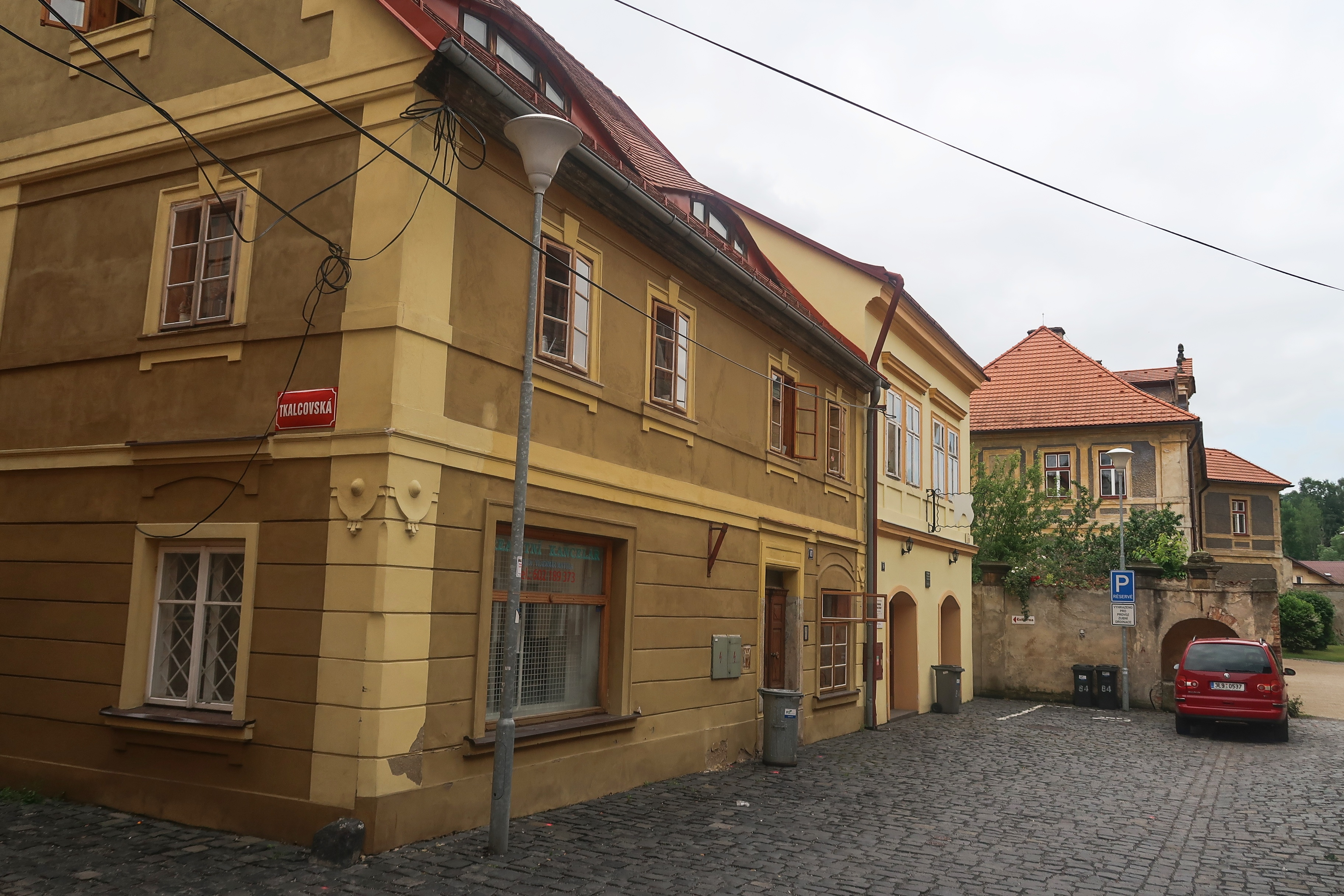
Деканська вулиця
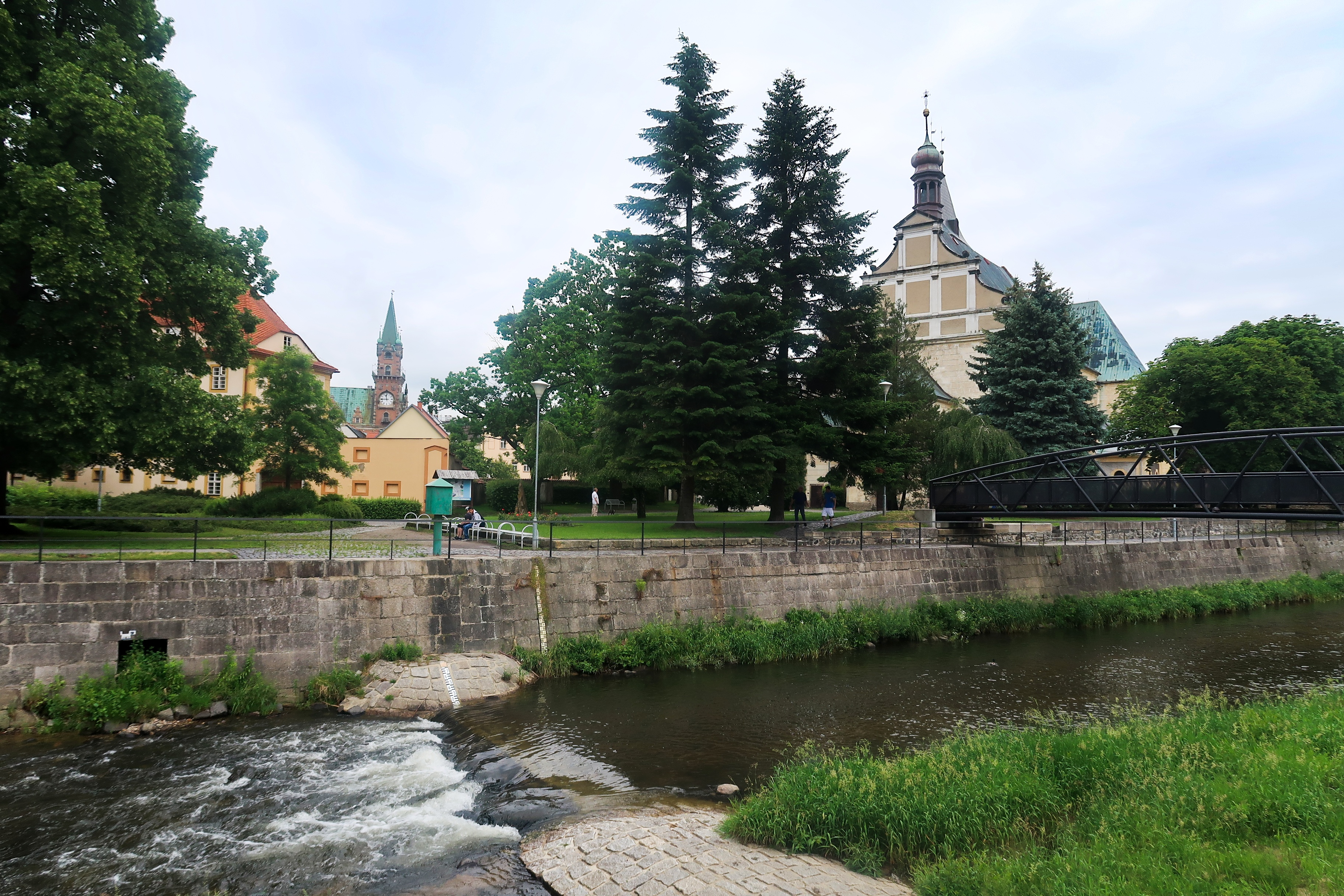
У центрі міста
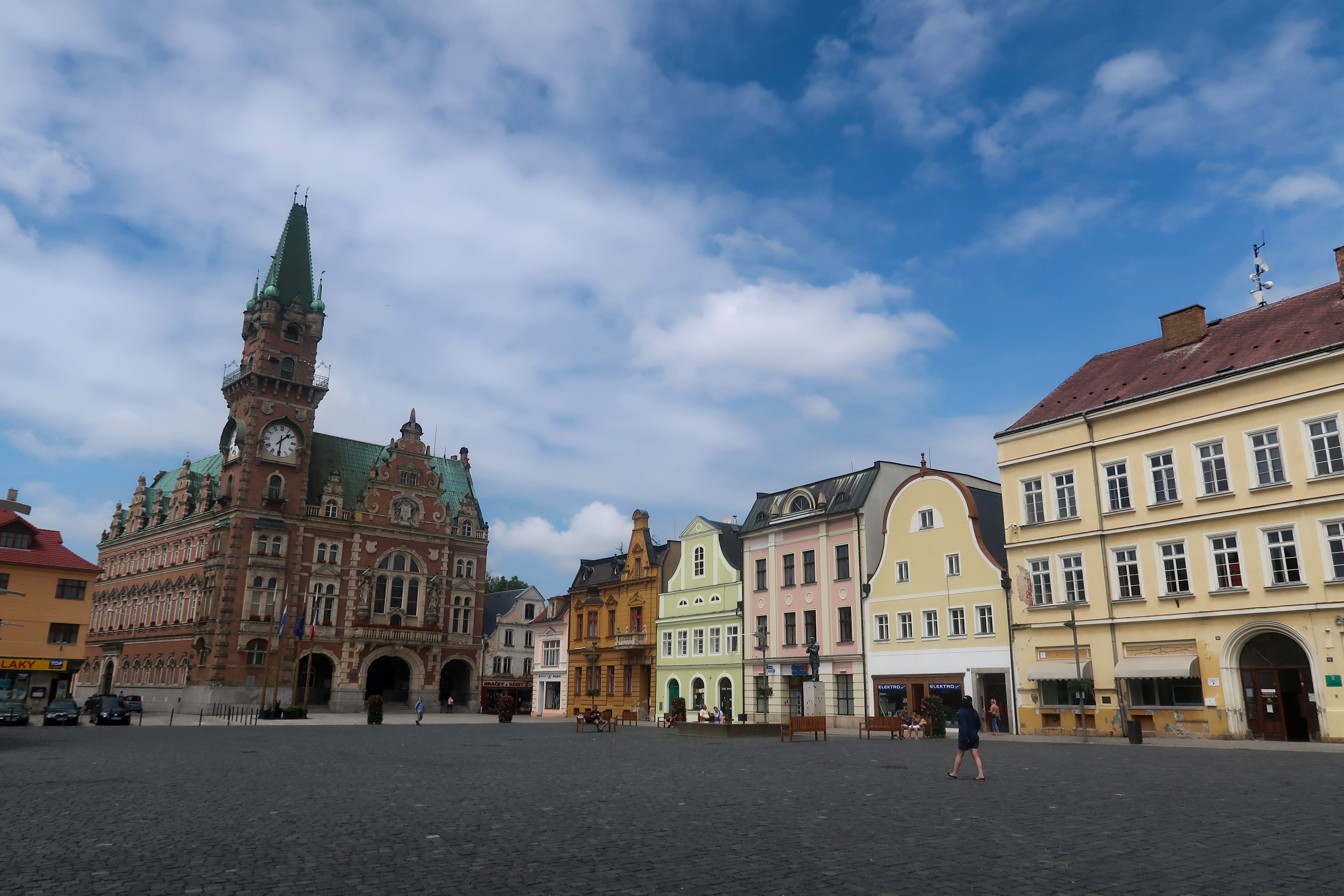
Площа Масарика з ратушею
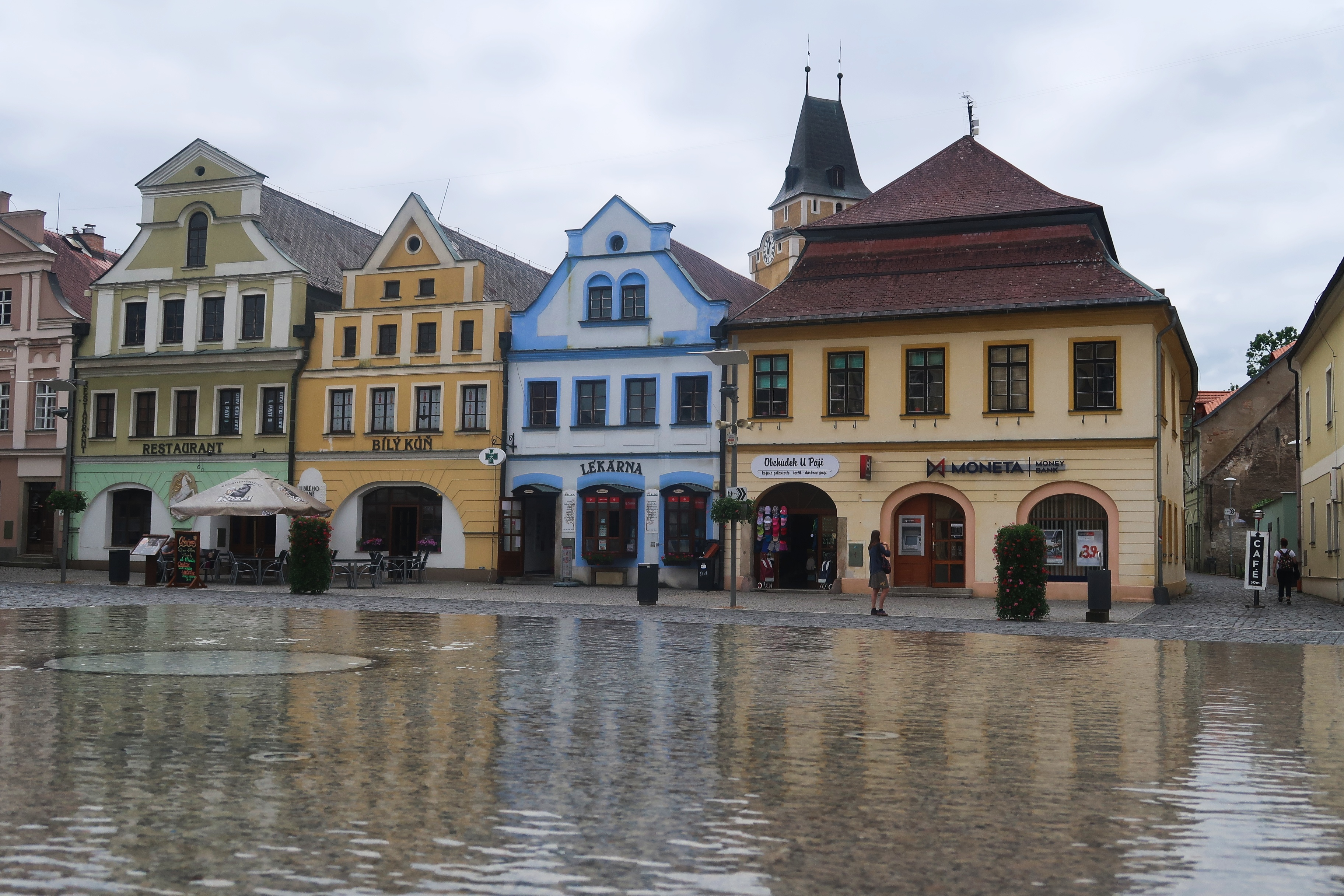
Площа Масарика
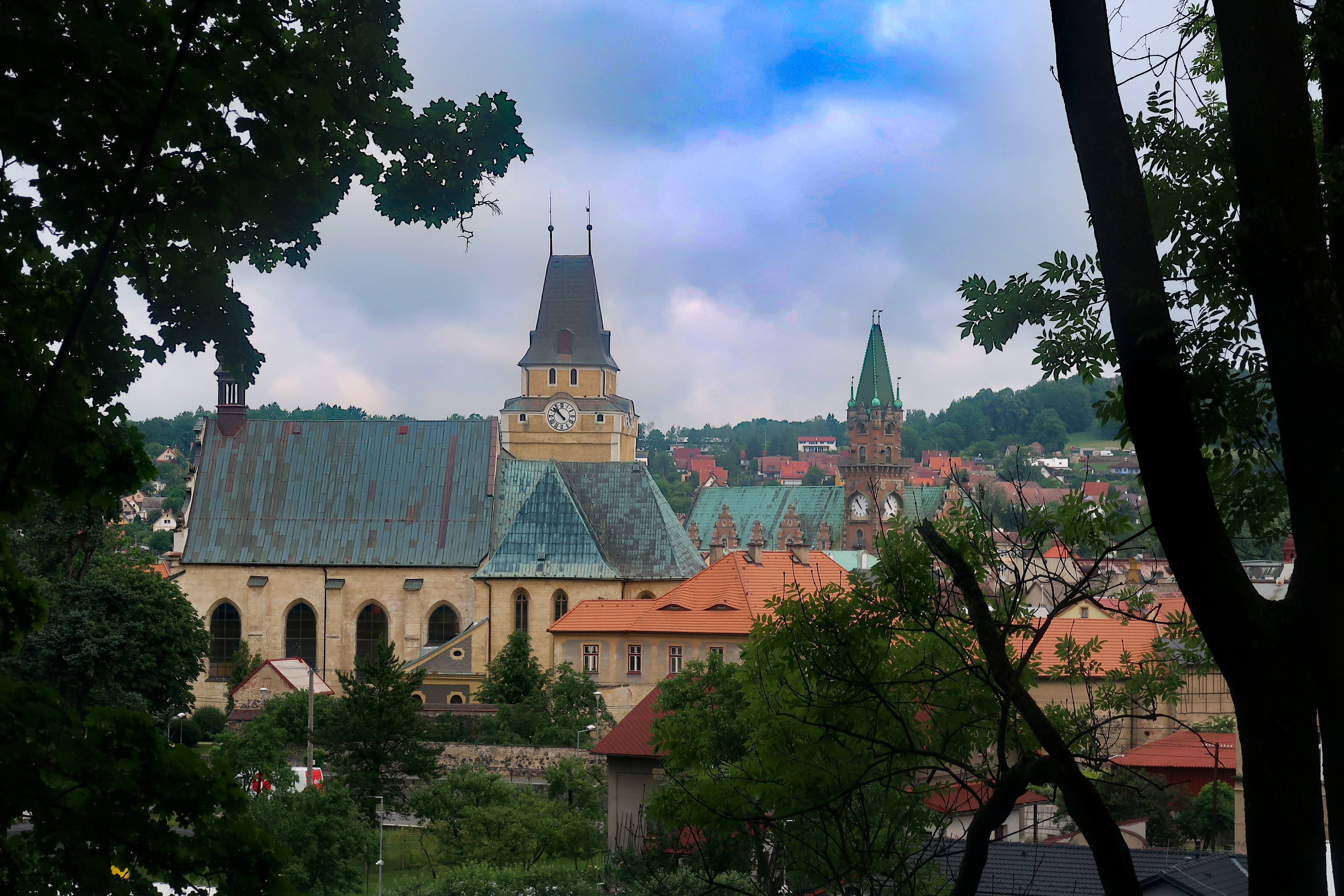
Костел та вежа ратуші